# Aegidium vincentiae
Aegidium vincentiae är en skalbaggsart som beskrevs av Gilbert John Arrow 1903. Aegidium vincentiae ingår i släktet Aegidium och familjen Hybosoridae. Inga underarter finns listade i Catalogue of Life.